# Nedde
Nedde település Franciaországban, Haute-Vienne megyében. Lakosainak száma 455 fő (2022. január 1.). Nedde Beaumont-du-Lac, L’Église-aux-Bois, Faux-la-Montagne, La Villedieu, Eymoutiers, Rempnat és Saint-Amand-le-Petit községekkel határos.

## Népesség
A település népességének változása:
| Lakosok száma | 481  | 475  | 474  | 464  | 458  | 456  | 454  | 453  | 455  |
|               | 2013 | 2015 | 2016 | 2017 | 2018 | 2019 | 2020 | 2021 | 2022 |